# Барон Рафкриден
Барон Рафкриден  из Беллехатч Парка в графстве Оксфордшир — наследственный титул в системе Пэрства Соединённого королевства. Он был создан 27 января 1916 года для либерального политика Сесила Нортона (1850—1930). Ранее он представлял Западный Ньюингтон в Палате общин Великобритании (1892—1916), занимал должности младшего лорда казначейства (1905—1910) и помощника генерального почтмейстера (1910—1916).
По состоянию на 2024 год носителем титула являлся его внук, Кристофер Джон Нортон, 3-й барон Рафкриден (род. 1949), который стал преемником своего отца в 1990 году.

## Бароны Рафкриден (1916)
- 1916—1930: Сесил Уильям Нортон, 1-й барон Рафкриден  (23 июня 1850 — 7 декабря 1930), сын преподобного Уильяма Нортона (1815—1881)[1];
- 1930—1990: Чарльз Патрик Нортон, 2-й барон Рафкриден  (26 ноября 1905—1990), старший сын предыдущего от второго брака[2];
- 1990 — настоящее время: Кристофер Джон Нортон, 3-й барон Рафкриден  (род. 3 июня 1949), старший сын предыдущего[3];
  - Наследник титула: достопочтенный Адам Грегори Нортон (род. 2 апреля 1952), младший брат предыдущего[4].